# Three 6 Mafia
Three 6 Mafia este un grup hip-hop original din orașul Memphis, Tennessee, grupul fiind format din DJ Paul, Lord Infamous și Juicy J în 1991. Grupul și-a început activitatea în anul 1991 în Memphis cu DJ Paul (Paul Beauregard), Juicy J (Jordan Houston) și Lord Infamous (Ricky Dunigan).

### Premiul Academiei (2006)
În anul 2006, grupul a devenit primul grup hip-hop care a câștigat Premiul Oscar pentru cel mai bun cântec original cu piesa "It's Hard Out Here for a Pimp" (care este co-scris cu Frayser Boy) Filmul Hustle & Flow.
Gangsta Boo a fost găsită moartă la ea acasă pe 1 ianuarie 2023, la vârsta de 43 de ani. DJ Paul a confirmat decesul ei prin Instagram. Cauza morții nu a fost furnizată imediat..